# یون سانگ جونگ
یون سانگ جونگ (کره‌ای: 윤상정؛ زادهٔ ۱۹۹۸) بازیگر اهل کره جنوبی است.

## فیلم‌شناسی

### فیلم
| سال  | عنوان                | نقش       | توضیحات    | منابع |
| ---- | -------------------- | --------- | ---------- | ----- |
| ۲۰۱۴ | پر کردن ۶۰ ساعت      |           |            | [ ۲ ] |
| ۲۰۱۸ | روز زاغی سال نو      |           | فیلم کوتاه |       |
| ۲۰۱۹ | سلام، گربهٔ من        | دوست ناره |            |       |
| ۲۰۱۹ | روی موج عشق تنظیم کن | یون آلبا  |            |       |
| ۲۰۱۹ | آخرین سکانس او       | جی هیون   |            |       |

### مجموعه تلویزیونی
| سال  | عنوان                   | نقش       | منابع |
| ---- | ----------------------- | --------- | ----- |
| ۲۰۲۱ | تو بهار منی             | مین آه ری | [ ۳ ] |
| ۲۰۲۱ | تابستان دوست‌داشتنی ما   | جی یه این | [ ۴ ] |
| ۲۰۲۲ | خواستگاری کاری          | کیم هه جی | [ ۵ ] |
| ۲۰۲۲ | ستاره‌های دنباله‌دار      | چه اون سو | [ ۶ ] |
| ۲۰۲۳ | خانواده: پیوند ناگسستنی | لی می ریم | [ ۷ ] |

### مجموعه اینترنتی
| سال  | عنوان        | نقش      | منابع |
| ---- | ------------ | -------- | ----- |
| ۲۰۱۹ | ShortPaper   | این آه   |       |
| ۲۰۲۱ | نویسنده مخفی | لی یو ری | [ ۸ ] |

## جوایز و نامزدی‌ها
| مراسم جوایز         | سال  | دسته            | نامزد / اثر    | نتیجه    | منابع |
| ------------------- | ---- | --------------- | -------------- | -------- | ----- |
| جوایز درامای اس‌بی‌اس | ۲۰۲۲ | بهترین تیم مکمل | خواستگاری کاری | نامزدشده | [ ۹ ] |